# Capolago
Capolago is een plaats en voormalige gemeente in het Zwitserse kanton Ticino, en maakt deel uit van het district Mendrisio. Het is gelegen aan het Meer van Lugano.
Capolago telt 726 inwoners. Op 5 april 2009 werd Capolago opgenomen in de gemeente Mendrisio.